# 西遠鉄道
西遠鉄道（せいえんてつどう）は、かつて静岡県の遠州地方に存在した軽便鉄道である。ここでは、前身の西遠軌道についても述べる。

## 歴史
西遠鉄道の線路を敷設したのは、前身の西遠軌道である。西遠軌道は、浜名郡北浜村（現：浜松市浜名区）貴布祢から引佐郡麁玉村（現：同区）宮口間に延長4.2 km、軌間762 mmの軽便鉄道を敷設した。またの名を宮口線ともいう。当初は遠州電気鉄道線（元：大日本軌道浜松支社線、現:遠州鉄道鉄道線）が改軌した際に不要となった資材を用いたため、蒸気機関車を動力として運営していたが、後にガソリンカーに置き換えられた。沿線の人口は希薄、かつ路線も4.2 kmと短いことから、慢性的な赤字経営であった。末期には遠州電気鉄道（後の遠州鉄道）に経営を委託していたが、宮口の地に国鉄二俣線の駅開設が決まると営業継続は困難が確実視され、全線廃止された。末期は停車場屋舎は荒れ果て、枕木は腐朽し、速度は6-7 km/hも出ないうえ運転は危険な状態であったという。

### 年表
- 1922年（大正11年）
  - 10月5日 - 西遠軌道に対し軌道特許状下付（浜名郡北浜村-引佐郡玉村間）[3]。
  - 12月28日 - 西遠軌道株式会社設立[4][5]。社長は遠州電気鉄道社長の竹内龍雄[6]。
- 1924年（大正13年）7月1日 - 西遠軌道が貴布祢-宮口間に軽便鉄道を敷設し営業を始める[7]。
- 1927年（昭和2年）10月30日 - 社名を西遠軌道から西遠鉄道に変更[8]。
- 1928年（昭和3年）
  - 1月1日 - 軌間拡幅を見込んで[2]軌道法による軌道から地方鉄道法による鉄道に変更[9]。
  - 9月1日 - 遠州電気鉄道へ経営を委託する[4]。
  - この頃蒸気機関車のガソリンカーへの置き換えが始まる。
- 1937年（昭和12年）10月6日 - 全線廃止[10]。

## 路線データ
- 路線距離（営業キロ）：4.2 km
- 軌間：762 mm
- 複線区間：なし（全線単線）
- 電化区間：なし（全線非電化）

## 駅一覧
| 駅名     | ふりがな     | 駅間 キロ | 累計 キロ | 乗車人員 | 降車人員 | 所在地           |
| -------- | ------------ | --------- | --------- | -------- | -------- | ---------------- |
| 貴布祢駅 | きぶね       |           | 0.0       | 17,021   | 12,771   | 浜名郡北浜村沼   |
| 西山駅   | にしやま     | 0.8       | 0.8       | 762      | 205      | 同郡同村貴布祢   |
| 小林駅   | こばやし     | 0.4       | 1.2       | 426      | 92       | 同郡同村小林     |
| 下新原駅 | しもしんばら | 0.4       | 1.6       | 727      | 42       | 引佐郡麁玉村新原 |
| 中新原駅 | なかしんばら | 0.8       | 2.4       | 110      | 42       | 同郡同村同       |
| 上新原駅 | かみしんばら | 0.5       | 2.9       | 64       | 64       | 同郡同村同       |
| 段ノ下駅 | だんのした   | 0.5       | 3.4       | 251      | 283      | 同郡同村宮口     |
| 宮口駅   | みやぐち     | 0.8       | 4.2       | 12,287   | 18,785   | 同郡同村同       |

- 『静岡県統計書. 昭和１１年　第１編 雜纂』、『鉄道停車場一覧. 昭和9年12月15日現在』（国立国会図書館デジタルコレクション）
- 全駅1924年7月1日開業
- 貴布祢駅は、遠州電気鉄道の浜北駅（当時は遠州貴布祢駅）と同じ地点に所在していた。

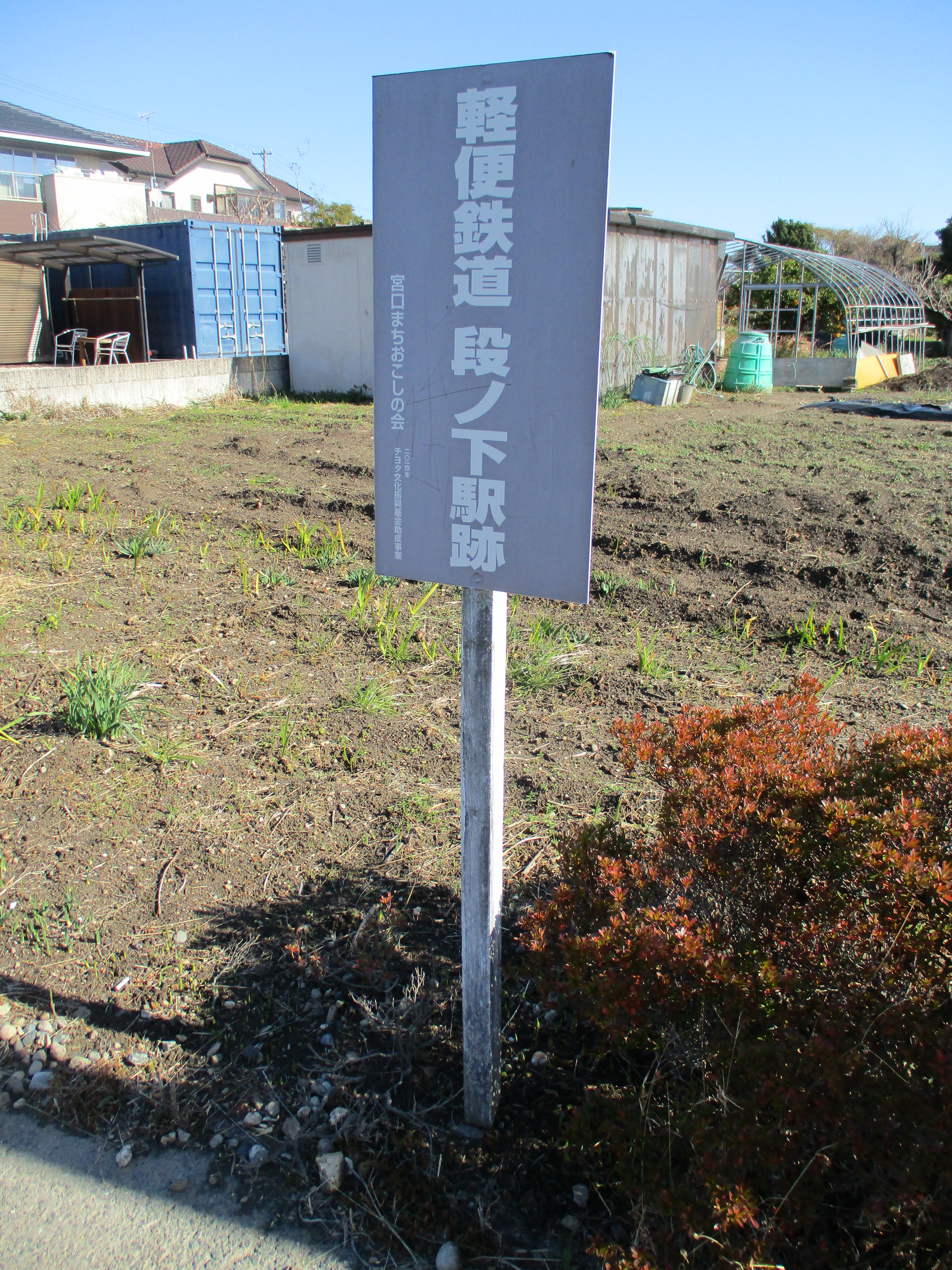
段ノ下駅跡

## 輸送・収支実績
| 年度 | 乗客（人） | 貨物（トン） | 営業収入（円） | 営業費（円） | 益金（円） | その他損金（円） | 支払利子（円） |
| ---- | ---------- | ------------ | -------------- | ------------ | ---------- | ---------------- | -------------- |
| 1924 | 35,281     | 230          | 4,184          | 5,331        | ▲ 1,147    |                  |                |
| 1925 | 59,966     | 461          | 4,976          | 7,395        | ▲ 2,419    |                  |                |
| 1926 | 39,891     | 1,245        | 5,504          | 7,040        | ▲ 1,536    |                  | 3,900          |
| 1927 | 47,982     | 354          | 4,638          | 6,873        | ▲ 2,235    |                  |                |
| 1928 | 45,255     | 126          | 4,121          | 5,151        | ▲ 1,030    |                  |                |
| 1929 | 46,303     |              | 3,573          | 3,572        | 1          |                  |                |
| 1930 | 38,159     |              | 2,722          | 2,856        | ▲ 134      |                  |                |
| 1931 | 37,933     |              | 2,535          | 2,604        | ▲ 69       | 雑損1,737        | 27             |
| 1932 | 34,413     |              | 2,088          | 2,275        | ▲ 187      |                  |                |
| 1933 | 35,371     |              | 2,195          | 2,195        | 0          |                  |                |
| 1934 | 40,687     |              | 2,609          | 2,609        | 0          |                  |                |
| 1935 | 42,925     |              | 2,657          | 2,680        | ▲ 23       | 雑損13,347       |                |
| 1936 | 33,752     |              | 2,085          | 2,085        | 0          |                  |                |
| 1937 |            |              | 18             | 62           | ▲ 44       |                  |                |

- 鉄道省鉄道統計資料、鉄道統計資料、鉄道統計各年度版

## 車両
開業年度の在籍車両は、蒸気機関車3両、客車3両、有蓋車2両、無蓋車1両。1928年度にガソリンカー（定員30人）1両が加わり必要な時は浜松電気鉄道から借り入れることとして他の車両は処分されたが鉄道統計資料には1935年度まで計上されている。

## その他
大株主は麁玉村、北浜実科女学校
浜松バスがなゆた浜北駅（貴布祢駅相当） - 宮口駅間において往年の西遠鉄道に近い経路を通るあらたまの湯線というバス路線を運行していたが、2019年9月30日をもって廃止された。